# Intrepid Sea-Air-Space Museum

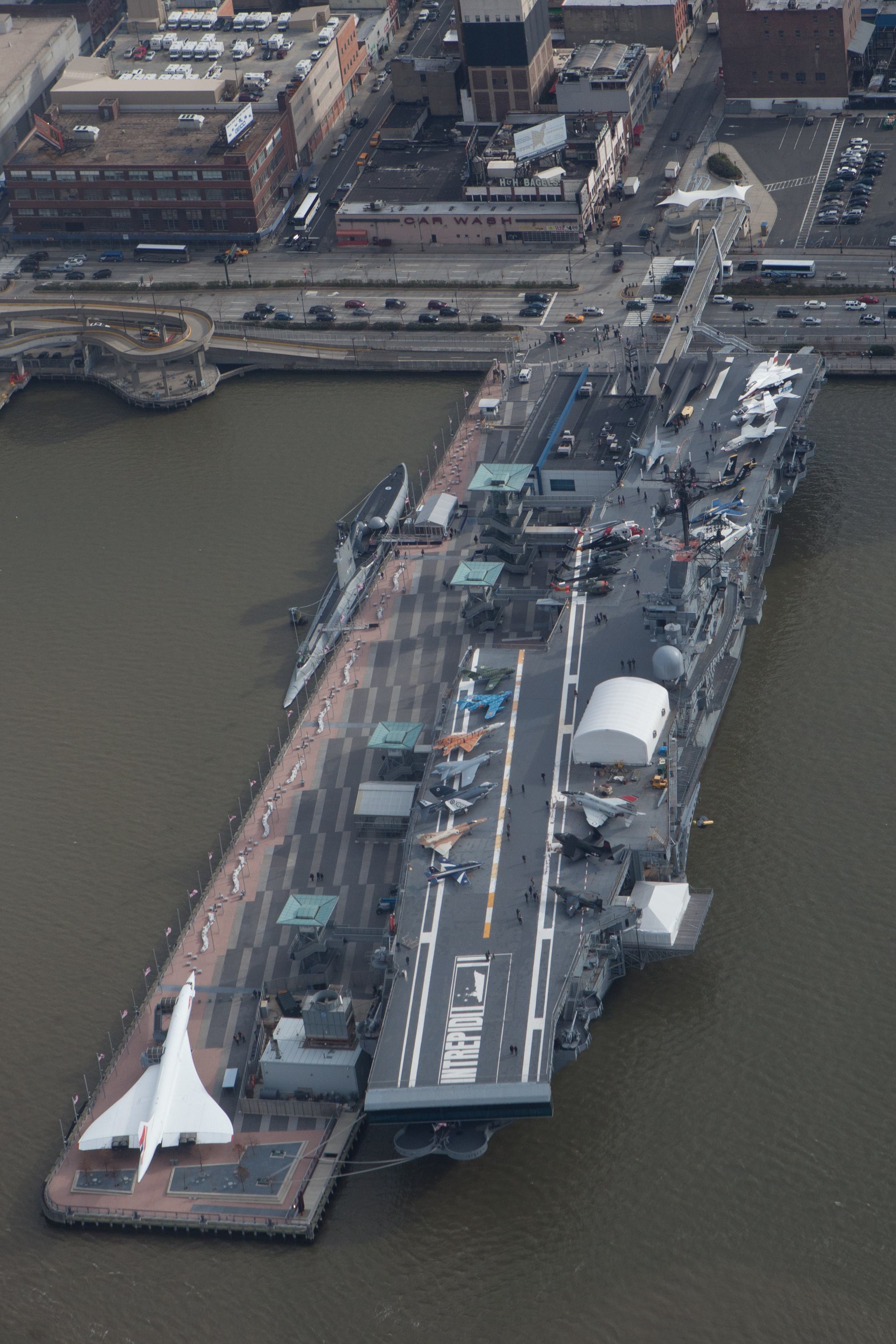
USS "Intrepid" przy nabrzeżu 86 w Nowym Jorku

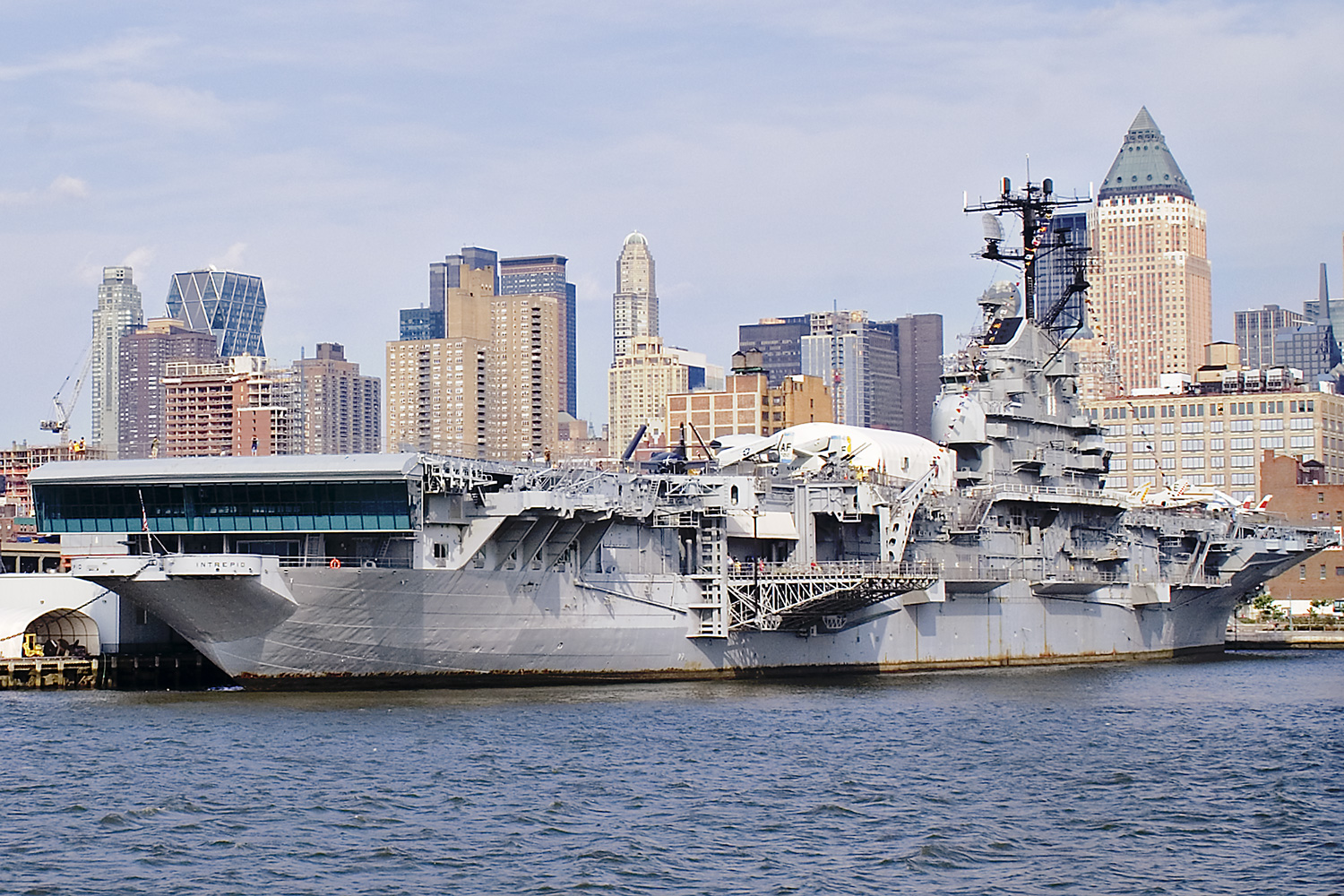
Widok na USS "Intrepid" z rzeki Hudson

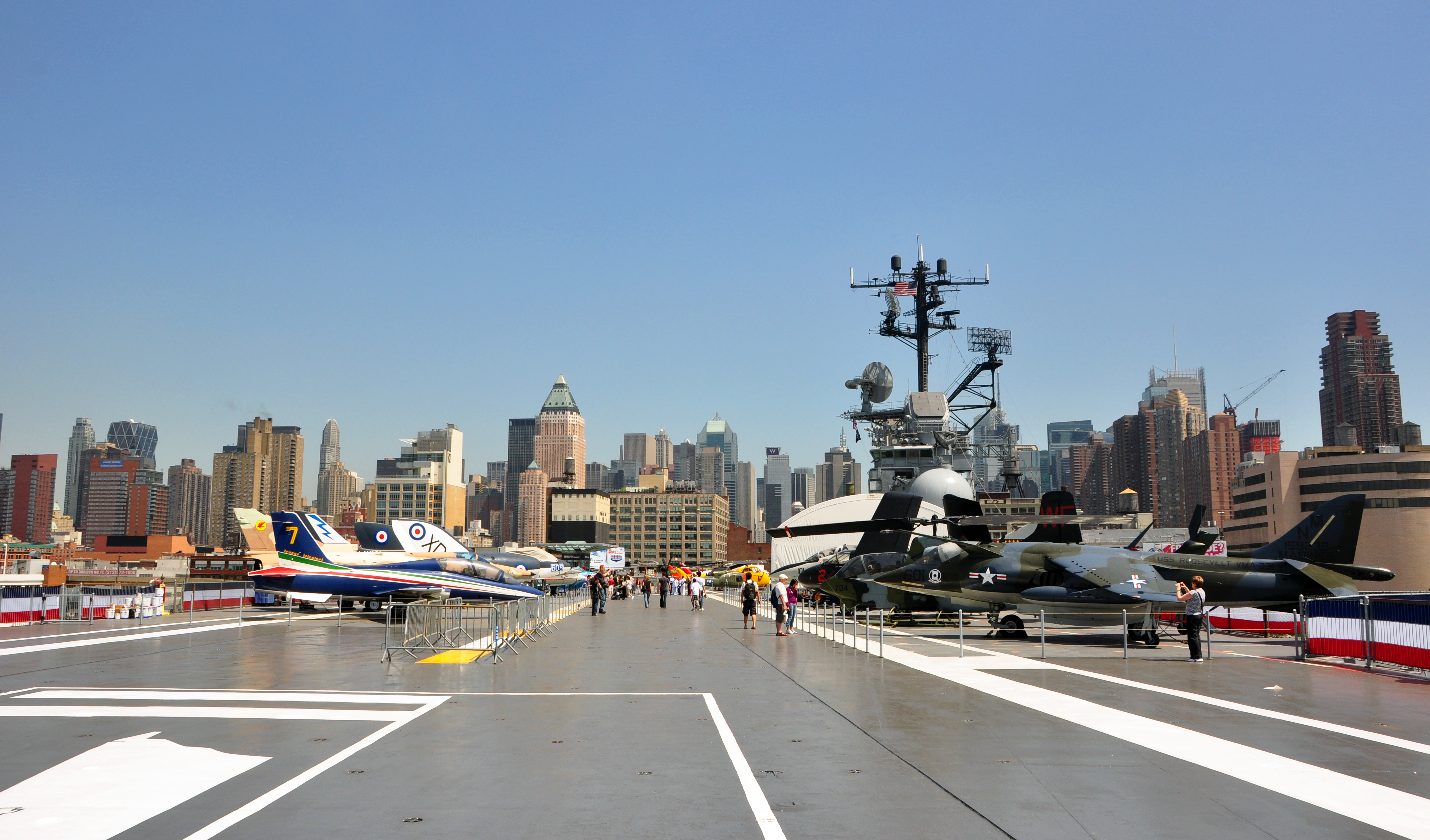
Widok z pokładu na eksponaty

Intrepid Sea-Air-Space Museum – amerykańskie muzeum, w którego skład wchodzą lotniskowiec USS "Intrepid" (CV-11) i okręt podwodny USS "Growler" (SSG-577), do 2004 roku częścią muzeum był również niszczyciel USS "Edson" (DD-946).

## Historia
Dziennikarz Michael Stern oraz filantrop i nowojorski inwestor budowlany Zachary Fisher w 1978 roku założyli fundację Intrepid Museum Foundation, której celem miało być uratowanie lotniskowca "Intrepid" od pocięcia na złom i utworzenie z niego muzeum. To dzięki ich staraniom i grupie wspomagających ich entuzjastów w 1982 roku przy nabrzeżu 86 na Manhattanie w Nowym Jorku otwarto Intrepid Sea-Air-Space Museum. W 1986 roku USS "Intrepid" został uznany za Narodowy Pomnik Historyczny USA (National Historic Landmark). Muzeum jest całkowicie prywatną inicjatywą niezwiązaną z organizacjami rządowymi.
Na górnym pokładzie lotniskowca eksponowane są samoloty i śmigłowce, wśród nich znajduje się polski MiG-21PFM o numerze bocznym 4105. Samolot swoją służbę zaczął 5 sierpnia 1966 roku w 41. Pułku Lotnictwa Myśliwskiego (PLM) w Malborku, latał również w 11. i 62. Pułku Lotnictwa Myśliwskiego, a ostatnie dwa lata służby spędził w 10. PLM w Łasku. Samolot po wylataniu 1340 godzin, 20 czerwca 1991 roku został wycofany z aktywnej służby, a 27 lutego 1992 roku sprzedany do USA. Innym "polskim" nabytkiem muzeum jest pochodzący z Polski MiG-17.
Z ciekawszych obiektów prezentowanych na lotniskowcu można wymienić Lockheed A-12, protoplastę samolotu Lockheed SR-71 Blackbird, brytyjski samolot Royal Navy Supermarine Scimitar, francuski Dassault Étendard IV. Obok samolotów prezentowane są również śmigłowce, między innymi Bell AH-1 Cobra, Bell UH-1 Huey czy Piasecki H-21.
Pod pokładem umieszczono wiele eksponatów związanych z historią lotnictwa, prototyp samolotu Grumman F-14 Tomcat oraz sprzęt zdobyty podczas wojny w Zatoce Perskiej. Lotniskowiec w latach 2006–2008 przeszedł gruntowny remont.
W 1988 roku Intrepid Museum Foundation przejęło również prezentowany w Intrepid Sea-Air-Space Museum okręt podwodny USS "Growler", na jego pokładzie można oglądać pierwszy wprowadzony do czynnej służby amerykański samolot-pocisk SSM-N-8 Regulus I. Do 2004 roku częścią muzeum był niszczyciel typu Forrest Sherman USS "Edson". Od 2004 można również oglądać samolot pasażerski Concorde. We wrześniu 2001 roku na pokładzie USS "Intrepid" swoją kwaterę główną urządziło FBI, którego funkcjonariusze brali udział w śledztwie prowadzonym po zamachach na World Trade Center i Pentagon.
Od 2012 roku na pokładzie lotniskowca zwiedzający mogą oglądać pierwszy amerykański prom kosmiczny, Enterprise. Aby zrobić miejsce na nowy eksponat, samoloty Douglas F3D Skyknight, Supermarine Scimitar i MiG-15 przeniesiono do Empire State Aerosciences Museum. Wahadłowiec prezentowany jest w specjalnie do tego celu przeznaczonym Space Shuttle Pavilion, zamkniętym pomieszczeniu ustawionym na pokładzie lotniskowca.
Na pokładzie lotniskowca organizowane są również okolicznościowe wystawy. W 1987 roku zapadła decyzja o organizacji serii wystaw poświęconych II wojnie światowej, wśród nich była ekspozycja zatytułowana "Poland Invaded 1939" prezentująca polski wysiłek wojenny. W otwarciu wystawy uczestniczyli między innymi słynni piloci: Stanisław Skalski, Witold Urbanowicz i Francis Gabreski.